# 2013 în jocuri video
Acest articol prezintă evenimente importante legate de jocuri video din anul 2013. Vezi și istoria jocurilor video.

## Evenimente
Multe premii au primit jocuri ca BioShock Infinite, Grand Theft Auto V, The Last of Us sau The Legend of Zelda: A Link Between Worlds. Noile console de jocuri video lansate în 2013 includ PlayStation 4 de la Sony Computer Entertainment și Xbox One de la Microsoft.

### Lansări importante
În anul 2013 au avut loc următoarele apariții notabile în jocurile video:

- Aliens: Colonial Marines (PC, PS3, Xbox 360, Wii U)
- Animal Crossing: New Leaf (Nintendo 3DS)
- Battlefield 4 (PC, PS3, Xbox 360, Console de ultimă generație)
- BioShock Infinite (PC, PS3, Xbox 360)
- Black Seed (PC)
- Carmageddon : Reincarnation (PC)
- Cartoon Universe (PC)
- Command & Conquer : Generals 2 (PC)
- Company of Heroes 2 (PC)
- Crysis 3  (PC, PS3, Xbox 360)
- Dark (PC)
- Dead Space 3 (PS3, Xbox 360, PC)
- Dirt 4 (PS3, Xbox 360, PC)
- DotA 2 (PC, Mac)
- FIFA 14 (toate platformele)
- Grand Theft Auto V (PS3, Xbox 360, PC)
- Injustice : Les Dieux sont parmi nous (PS3, Xbox 360, Wii U)
- InSANE (PC)
- La Légende du Comte de Paröw (PC)
- Lost Planet 3 (PC)
- Luigi's Mansion: Dark Moon (Nintendo 3DS)
- Metro: Last Light (PS3, Xbox 360, PC)
- Moebius (PC)
- Naruto Shippûden : Ultimate Ninja Storm 3 (PS3, Xbox 360)
- PES 2014 (toate platformele)
- pokémon X et Y (nintendo 3DS)
- Prey 2 (PC)
- Project Versus J (PS VITA, PS3)
- Rainbow 6 : Patriots (PS3, Xbox 360, PC)
- Saints Row 4 (PS3, Xbox 360, PC)
- SimCity (PC)
- South Park : Le Bâton de la vérité (PS3, Xbox 360, PC)
- Star Trek (PC)
- Starcraft II : Heart of the Swarm (PC, Mac)
- Starlight Inception (PC)
- Survarium (PC)
- The Elder Srolls Online (PC, Mac)
- Tomb Raider (PS3, Xbox 360, PC)
- Total War:Rome II (PC)
- Warhammer 40.000 : Dark Millenium (PC)
- Watch Dogs (PS3, Xbox 360, PC)
- WWE '14 (PS3, Xbox 360, Wii U)
- XCOM (PC)

Legenda
| Platforme de jocuri video |
| ------------------------- |

| Lin | Linux                    |
| Mac | Macintosh / Mac OS       |
| 3DS | Platformă nerecunoscută. |
| NDS | Nintendo DS              |
| PS3 | PlayStation 3            |
| PSN | PlayStation Network      |

| PSP     | PlayStation Portable     |
| PSVita  | Platformă nerecunoscută. |
| Wii     | Wii                      |
| WiiWare | WiiWare                  |
| WiiU    | Platformă nerecunoscută. |
| Win     | Microsoft Windows        |

| X360  | Xbox 360                 |
| XBLA  | Xbox Live Arcade         |
| Ouya  | Platformă nerecunoscută. |
| iOS   | iOS (iPhone OS)          |
| Droid | Platformă nerecunoscută. |
|       |                          |

| Lin | Linux                    |
| Mac | Macintosh / Mac OS       |
| 3DS | Platformă nerecunoscută. |
| NDS | Nintendo DS              |
| PS3 | PlayStation 3            |
| PSN | PlayStation Network      |

| PSP     | PlayStation Portable     |
| PSVita  | Platformă nerecunoscută. |
| Wii     | Wii                      |
| WiiWare | WiiWare                  |
| WiiU    | Platformă nerecunoscută. |
| Win     | Microsoft Windows        |

| X360  | Xbox 360                 |
| XBLA  | Xbox Live Arcade         |
| Ouya  | Platformă nerecunoscută. |
| iOS   | iOS (iPhone OS)          |
| Droid | Platformă nerecunoscută. |
|       |                          |

### Serii cu jocuri noi
Seriile în care au apărut jocuri noi sunt: Ace Attorney, ARMA, Army of Two, Assassin's Creed, Batman: Arkham, Battlefield, BioShock, Call of Duty, Crysis, Dead Rising, Dead Space, Devil May Cry, Final Fantasy, Fire Emblem, Forza Motorsport, God of War, Gears of War, Gran Turismo, Grand Theft Auto, Killer Instinct, Killzone, The Legend of Zelda, Lost Planet, Luigi's Mansion, Mario Party, Metal Gear, Metro, Need for Speed, Pokémon, Rayman, Pikmin, Saints Row, SimCity, Sly Cooper, Sonic The Hedgehog, StarCraft, Super Mario, Tom Clancy's Splinter Cell, Tomb Raider, Total War și Zoo Tycoon.